# Saison 2016-2017 du FC Barcelone
Maillots
Chronologie
Saison précédente Saison suivante
Cet article traite de la saison 2016-2017 du FC Barcelone.
Cette saison est la 118e depuis la fondation du FC Barcelone. Elle fait suite à la saison 2015-2016 qui a vu le Barça remporter la Supercoupe de l'UEFA, la Coupe du monde des clubs, le championnat d'Espagne et la Coupe d'Espagne.
Lors de la saison 2016-2017, le FC Barcelone est engagé dans quatre compétitions officielles : Championnat d'Espagne, Ligue des Champions, Coupe d'Espagne et Supercoupe d'Espagne.

## Pré-saison

### Juin

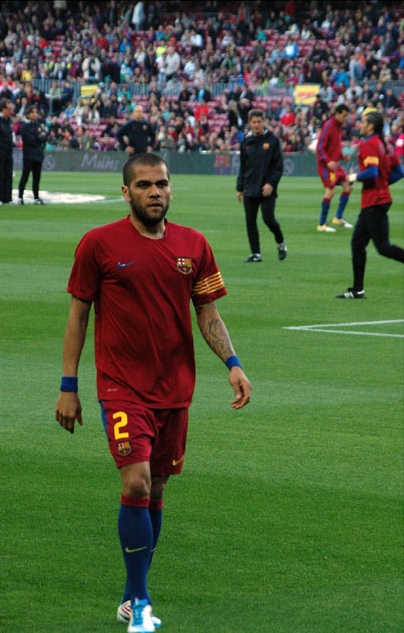
Arrivé en 2008, Dani Alves, titulaire indiscutable pendant huit saisons, quitte le club en juin 2016.

Le 2 juin, le Barça annonce le départ du latéral droit Daniel Alves après huit saisons au club et l'arrivée du milieu de terrain Denis Suárez en provenance de Villarreal.
Le 30 juin, le président du club annonce un accord entre le Barça et l'Olympique Lyonnais pour le transfert du défenseur français Samuel Umtiti au club catalan pour 25 M€.

### Juillet
Le 1er juillet, le Barça annonce que Neymar prolonge son contrat jusqu'en 2021. Dans le même temps, Le jeune milieu de terrain formé au club Sergi Samper (21 ans) est promu en équipe première.
Le 13 juillet, le club annonce le recrutement du jeune latéral gauche Français Lucas Digne. Il est le vingtième joueur français de l'histoire du club.
Barcelone reprend l'entraînement le 18 juillet. Plusieurs espoirs dont Marlon Santos et Carles Aleñá font la pré-saison avec l'équipe première.
Le 21 juillet, le club recrute le jeune milieu Portugais André Gomes en provenance de Valence pour un montant de 35 M€. Il devient ainsi le huitième joueur portugais de l'histoire du Barça.
Le même jour, le club vend le joueur croate Alen Halilović à Hambourg pour un montant de 5 M€, et le joueur camerounais Alexandre Song au Rubin Kazan .
Barcelone réalise un stage en Grande-Bretagne du 25 juillet au 31 juillet.
Le 30 juillet, Barcelone bat le Celtic Glasgow 3 à 1 au Aviva Stadium de Dublin (buts d'Arda Turan et Munir El Haddadi) dans le cadre de l'International Champions Cup 2016. C'est la deuxième fois de son histoire que Barcelone joue à Dublin, le baptême du feu remontant à 1963.

## Saison 2016-2017

### Août
Le 3 août, Barcelone bat 4 à 2 le champion d'Angleterre Leicester City (buts de Luis Suárez, Munir El Haddadi et Rafael Mujica) au Friends Arena de Stockholm dans le cadre de l'International Champions Cup.
Le 6 août, Barcelone perd 4 à 0 face à Liverpool au cours du troisième match de l'International Champions Cup dans un stade de Wembley euphorique.
Le 10 août, Barcelone remporte le Trophée Joan Gamper au Camp Nou en tenant en échec 3 à 2 la Sampdoria de Gênes (Luis Suárez ouvre la marque avant que Lionel Messi n'ajoute deux autres buts, dont un magnifique coup franc).
Le 14 août, Barcelone se déplace au stade Sanchez Pizjuan pour le match aller de la Supercoupe d'Espagne face au Séville FC. Les Catalans l'emportent 2 à 0 avec des buts de Luis Suárez et Munir El Haddadi.

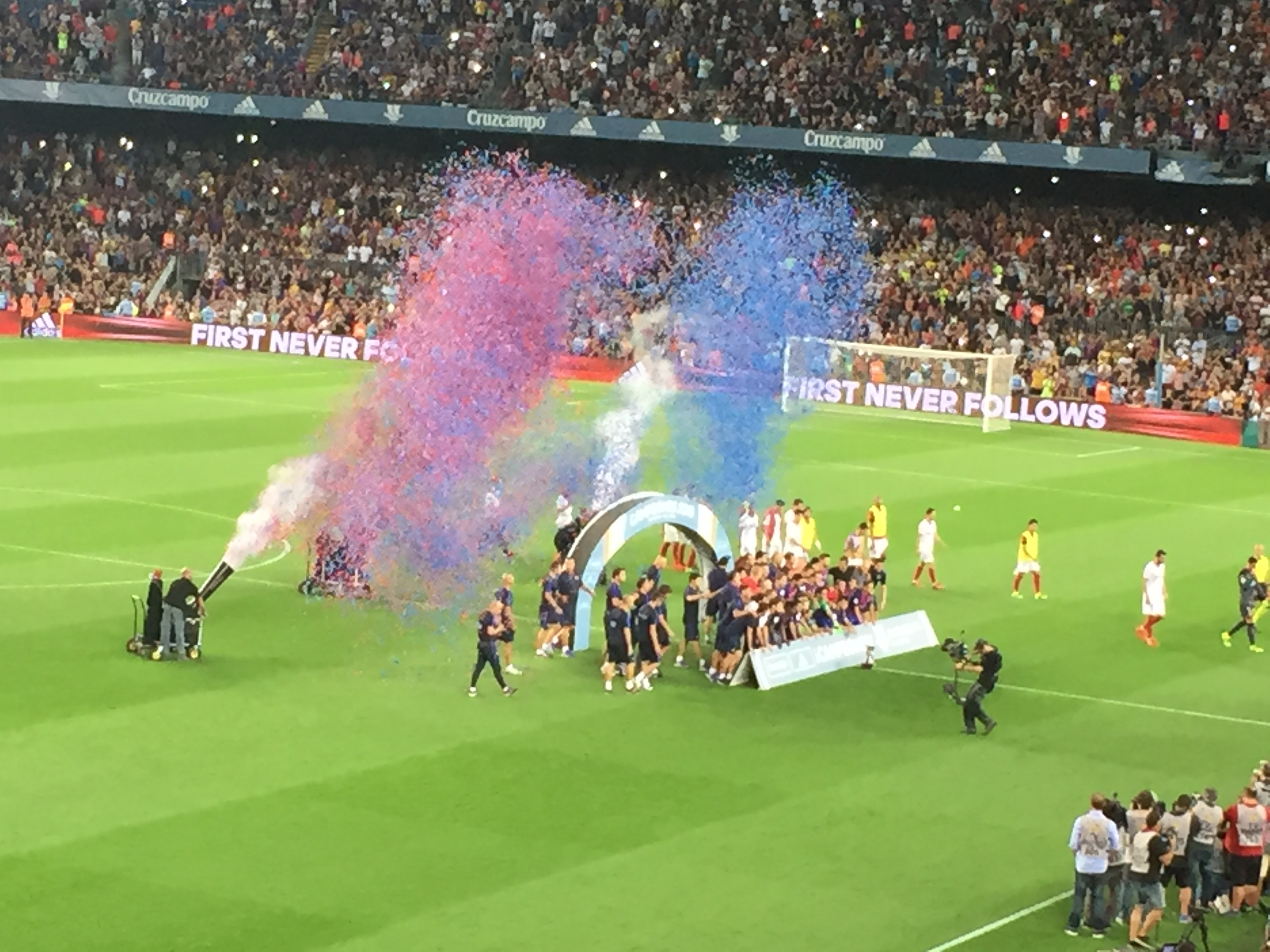
Célébration au Camp Nou de la victoire en Supercoupe face au Séville FC.

Le 17 août au Camp Nou, emmené par un Lionel Messi étincelant Barcelone remporte sa 12e Supercoupe d'Espagne en venant à bout 3 à 0 du Séville FC (deux buts d'Arda Turan et un de Lionel Messi).
Barcelone commence le championnat d'Espagne le 20 août en désintégrant 6 à 2 le Betis Séville au Camp Nou. Privé de Neymar et Rafinha qui remportent le même jour la médaille d'or avec le Brésil aux Jeux olympiques de Rio, Barcelone s'impose avec des buts d'Arda Turan, Lionel Messi (doublé) et Luis Suárez (triplé).
Le 25 août, Barcelone recrute le gardien de but néerlandais Jasper Cillessen à la suite du départ de Claudio Bravo en Premier League. Le même jour, Barcelone est placé dans le même groupe que Manchester City entraîné par Pep Guardiola, le Borussia Mönchengladbach et Celtic FC en Ligue des champions.
Le 28, Barcelone gagne 1 à 0 (but de Ivan Rakitić) sur la pelouse de l'Athletic Bilbao (2e journée de championnat).
Le 30 août, le club annonce l'arrivée de l'avant-centre espagnol Paco Alcácer.

### Septembre
Le 10 septembre, Barcelone est renversé à la surprise générale 2 à 1 par le néo-promu Deportivo Alavés au Camp Nou (but de Jérémy Mathieu) (3e journée de championnat). La majorité des titulaires habituels (Ter Stegen, Sergi Roberto, Piqué, Alba, Iniesta, Messi, Suárez, Umtiti) n'était pas dans le onze de départ.
Le 13 septembre, Barcelone écrase 7 à 0 le Celtic FC lors de la 1re journée de la Ligue des champions. Lionel Messi inscrit trois buts, Luis Suárez est auteur d'un doublé, Neymar marque sur coup franc et donne quatre passes décisives, dont une à Andrés Iniesta. Il s'agit de la plus large victoire jamais obtenue par les Blaugranas en Ligue des champions, effaçant ainsi le record précédent qui datait du 7 mars 2012 (victoire 7 à 1 face au Bayer Leverkusen).
Le 17 septembre, Barcelone bat 5 à 1 le néo-promu CD Leganés au Stade de Butarque (buts de Lionel Messi, Luis Suarez, Neymar et Rafinha) (4e journée de championnat).
Le 21 septembre, le Barça fait match nul 1 à 1 face à l'Atlético de Madrid au Camp Nou (5e journée de championnat). Messi se blesse au cours de la 2e mi-temps et est indisponible pendant trois semaines.
Le 24, Barcelone l'emporte 5 à 0 sur le terrain du Sporting de Gijón (6e journée de championnat).
Le 28, Barcelone l'emporte 2 à 1 en Allemagne face au Borussia Mönchengladbach lors de la 2e journée de la Ligue des champions.

### Octobre
Le 2 octobre, Barcelone perd 4 à 3 au Stade de Balaídos face au Celta de Vigo (7e journée de championnat).
Le 15, Barcelone bat facilement le Deportivo La Corogne 4 à 0 au Camp Nou (8e journée de championnat). Messi fait son retour en 2e mi-temps après sa blessure en marquant un but à peine deux minutes après son entrée sur le terrain de jeu.
Le 19, Barcelone bat 4 à 0 le Manchester City de Pep Guardiola au Camp Nou lors de la 3e journée de la Ligue des champions. Messi, étincelant, inscrit trois buts.
Le 22, Barcelone s'impose 3 à 2 sur le terrain de Valence CF (9e journée de championnat) grâce à un but de Luis Suárez et deux de Messi, dont un à la toute dernière seconde sur pénalty. Andrés Iniesta est sérieusement touché aux ligaments du genou en 1re mi-temps à la suite d'un tackle trop appuyé d'Enzo Pérez. Iniesta devrait être indisponible entre six et huit semaines.
Le 29, Barcelone bat 1 à 0 Grenade CF au Camp Nou (10e journée de championnat).

### Novembre
Le 1er novembre, Barcelone perd 3 à 1 sur le terrain de Manchester City lors de la 4e journée de la Ligue des champions.
Le 6, Barcelone gagne 2 à 1 face au Séville FC au Stade Sanchez Pizjuan (11e journée de championnat). Lionel Messi parvient à marquer son 500e but sous le maillot blaugrana en comptant matchs officiels et amicaux.
Le 16, le club annonce que le nouveau sponsor principal à partir de la saison prochaine est la compagnie japonaise Rakuten qui succède à Qatar Airways. Rakuten versera au Barça environ 60 M€ par saison jusqu'en 2021.
Le 19, Barcelone, privé de Messi et Suárez, fait match nul 0 à 0 face à Málaga CF au Camp Nou (12e journée de championnat).
Le 21, le club annonce un accord de sponsoring avec Nestlé (marques Nesquik et Milo). C'est la première fois que Nestlé sponsorise un club sportif.
Le 23, Barcelone s'impose 2 à 0 à Glasgow face au Celtic FC en Ligue des champions. Lionel Messi inscrit les deux buts. Le Barça s'assure la première place du groupe et se qualifie pour les huitièmes de finale pour la 13e fois consécutive. Le jeune défenseur Marlon Santos fait ses débuts en match officiel.
Le 27, Barcelone est tenu en échec 1 à 1 par la Real Sociedad au Stade d'Anoeta (13e journée de championnat). La dernière victoire de Barcelone sur le terrain de la Real Sociedad date de mai 2007. Barcelone se trouve distancé à 6 points du Real Madrid avant le Clásico.
Le 30, Barcelone démarre sa campagne en Coupe d'Espagne par un match nul 1 à 1 face à l'Hércules d'Alicante au Stade José Rico Pérez (16e de finale aller). C'est le jeune espoir Carles Aleñá (18 ans) qui inscrit le but du Barça, privé de la plupart de ses titulaires.

### Décembre
Le 3 décembre, Barcelone fait match nul 1 à 1 face au Real Madrid au Camp Nou lors du premier Clásico de la saison (14e journée de championnat). Luis Suárez ouvre la marque en 2e mi-temps, mais Sergio Ramos parvient à égaliser à la dernière minute.
Le 6, Barcelone bat 4 à 0 le Borussia Mönchengladbach au Camp Nou en Ligue des champions. Lionel Messi ouvre la marque avant qu'Arda Turan inscrive un triplé.
Le 10, le Barça s'impose 3 à 0 sur le terrain d'Osasuna (15e journée de championnat) grâce à des buts de Luis Suárez et de Lionel Messi (2).
Le 13, Barcelone remporte 5 à 3 un match amical au Qatar face au club saoudien d'Al-Ahli SC. Paco Alcácer marque son premier but sous les couleurs de Barcelone.
Le 18, Barcelone s'impose 4 à 1 au Camp Nou lors du derby barcelonais face au RCD Espanyol avec un nouveau récital de Lionel Messi (16e journée de championnat).
Le 21, sans la présence du trio Messi, Neymar et Suárez, Barcelone bat 7 à 0 l'Hércules d'Alicante au Camp Nou lors du match retour de 16e de finale de la Coupe d'Espagne. Les buts sont inscrits par Lucas Digne, Ivan Rakitić, Rafinha, Arda Turan (3) et Paco Alcácer.

### Janvier
Le 5 janvier, malgré un superbe but sur coup franc direct de Lionel Messi, Barcelone perd 2 à 1 face à l'Athletic Bilbao à San Mamés lors du match aller des 8e de finale de la Coupe d'Espagne.
Le 8 janvier, Barcelone est tenu en échec 1 à 1 au Madrigal face à Villarreal CF (17e journée de championnat). Lionel Messi parvient à égaliser sur coup franc à la dernière minute.
Le 11 janvier, grâce à un nouveau coup franc magistral de Lionel Messi, le Barça se qualifie en battant 3 à 1 l'Athletic Bilbao au Camp Nou lors du match retour des 8e de finale de la Coupe d'Espagne.
Le 14, Barcelone bat 5 à 0 Las Palmas au Camp Nou (18e journée de championnat).
Le 19, Barcelone l'emporte 1 à 0 au Stade d'Anoeta face à la Real Sociedad lors du match aller des 1/4 de finale de la Coupe d'Espagne (but de Neymar sur pénalty). Barcelone n'avait pas gagné à Anoeta depuis mai 2007.
Le 22, Barcelone l'emporte 4 à 0 au Stade d'Ipurua face à SD Eibar (19e journée de championnat). Barcelone le premier tour du championnat à la troisième place derrière le Real Madrid et Séville.
Le 26, Barcelone gagne 5 à 2 au Camp Nou face à la Real Sociedad le match retour des 1/4 de finale de la Coupe d'Espagne.
Le 29, Barcelone fait match nul 1 à 1 à l'extérieur face au Betis (20e journée de championnat). Le Barça remonte à la 2e place du classement.

### Février
Le 1er février, Barcelone gagne 2 à 1 au Stade Vicente Calderón face à l'Atlético Madrid lors de la demi-finale aller de la Coupe d'Espagne.
Le 4, Barcelone bat 3 à 0 l'Athletic Bilbao au Camp Nou (21e journée de championnat).
Le 7, Barcelone fait match nul 1 à 1 face à l'Atlético Madrid au Camp Nou lors de la demi-finale retour de la Coupe d'Espagne et se qualifie ainsi pour sa quatrième finale consécutive (la 39e de son histoire).
Le 11, Barcelone bat facilement 6 à 0 le Deportivo Alavés au Stade de Mendizorroza (22e journée de championnat). Le latéral droit Aleix Vidal se blesse gravement à la cheville droite et reste indisponible pendant cinq mois .
Le 14, Barcelone subit une de ses plus lourdes défaites européennes en perdant 4 à 0 face au Paris Saint-Germain au Parc des Princes lors des 1/8e de finale aller de la Ligue des champions.
Le 19, Barcelone bat difficilement 2 à 1 le CD Leganés au Camp Nou grâce à deux buts de Lionel Messi (23e journée de championnat).
Le 26, le Barça bat 2 à 1 l'Atlético de Madrid au Stade Vicente Calderón avec des buts de Rafinha et Lionel Messi (24e journée de championnat).

### Mars
Le 1er mars, Barcelone bat 6 à 1 le Sporting de Gijón au Camp Nou (25e journée de championnat). Barcelone prend la tête du championnat avec un match de plus que le Real Madrid. Après le match, l'entraîneur Luis Enrique annonce qu'il quittera le club au terme de la saison.
Le 4, Barcelone, avec un Messi des grands jours, bat 5 à 0 le Celta de Vigo au Camp Nou (26e journée de championnat). Le Français Samuel Umtiti inscrit son premier but sous les couleurs du Barça.
Le 8, Barcelone bat 6 à 1 le Paris Saint-Germain lors du match retour des 8e de finale de la Ligue des champions. Alors que l'équipe semblait éliminée, Barcelone marque trois buts lors des sept dernières minutes (88e, 91e et 95e). C'est la première fois dans l'histoire de la Ligue des champions qu'un club réussit en phase à élimination directe à remonter un tel retard, après avoir perdu 0-4 à l'aller, pour se qualifier,. Neymar, auteur de deux buts et d'une passe décisive, est désigné Homme du match. Le Barça jouera les quarts de finale de la Ligue des champions pour la dixième année consécutive ayant fait une remontada.
Le 12, Barcelone perd 2 à 1 face au Deportivo La Corogne au Stade de Riazor (27e journée de championnat). Le Barça perd la tête du championnat au profit du Real Madrid.
Le 19, Barcelone bat 4 à 2 Valence CF au Camp Nou (28e journée de championnat). Messi marque deux buts et dépasse la barre des 40 buts sur l'ensemble de la saison pour la huitième fois consécutive.

### Avril
Le 2 avril, Barcelone, privé de Lionel Messi, bat Grenade CF 4 à 1 au Stade Nuevo Los Cármenes (29e journée de championnat).
Le 5, le Barça bat aisément 3 à 0 Séville FC au Camp Nou (30e journée de championnat) grâce à deux buts de Messi et un de Suárez.
Le 8, Barcelone perd 2 à 0 au Stade La Rosaleda face au Málaga CF (31e journée de championnat). Neymar est expulsé et écope de trois matches de suspension.
Le 11, Barcelone perd 3 à 0 sur le terrain de la Juventus lors du match aller des 1/4 de finale de la Ligue des champions. Mathieu sera ouvertement critiqué par Steven Gerrard et le Barça malgré des occasions franches n'aura pas de réussite à l'instar de la Juve.
Le 15, le Barça bat 3 à 2 la Real Sociedad au Camp Nou (32e journée de championnat) grâce à deux buts de Messi, qui consolide sa place en tête du classement des buteurs, et un d'Alcácer.
Le 19, Barcelone fait match nul 0 à 0 face à la Juventus au Camp Nou lors du match retour des 1/4 de finale de la Ligue des champions et est éliminé.
Le 23, Barcelone, privé de Neymar suspendu, bat 3 à 2 le Real Madrid lors du Clásico au Stade Santiago Bernabéu (33e journée de championnat). Lionel Messi, étincelant, inscrit deux buts dont un à la dernière seconde qui est son 500e sous le maillot de Barcelone. L'autre but est marqué par Ivan Rakitic. Le Barça récupère la tête du classement mais avec un match de plus que le Real.
Le 26, Barcelone bat 7 à 1 la lanterne rouge Osasuna au Camp Nou (34e journée de championnat). Javier Mascherano parvient à inscrire son premier but avec le Barça après plus de 300 matches.
Le 30, le Barça remporte 3 à 0 le derby barcelonais face à l'Espanyol au Stade Cornellà-El Prat (35e journée de championnat).

### Mai
Le 6, Barcelone bat Villarreal CF 4 à 1 au Camp Nou (36e journée de championnat) avec deux buts de Messi, un de Neymar et un autre de Suárez.
Le 14, Barcelone bat 4 à 1 Las Palmas au Stade Gran Canaria (37e journée de championnat). Neymar inscrit trois buts. Le 17 mai, le Real Madrid reprend la tête du championnat après avoir remporté son match en retard face au Celta.
Le 21, le Barça termine le championnat en battant 4 à 2 Eibar au Camp Nou (38e journée). Barcelone est vice-champion et parvient à battre son record de buts en championnat (116 buts). Lionel Messi remporte le trophée Pichichi de meilleur buteur.
Le 27, Barcelone remporte à Madrid la finale de la Coupe d'Espagne en battant 3 à 1 le Deportivo Alavés, sans les suspendus Luis Suárez et Sergi Roberto. Il s'agit du troisième titre consécutif dans cette compétition (aucun club n'avait réussi à conserver le trophée trois fois de suite depuis les années 1950). L'entraîneur Luis Enrique quitte donc le club sur une note positive. Le 29 mai, le club annonce l'arrivée d'Ernesto Valverde.

## Transferts
| Nom              | Nationalité | Poste     | Forme   | Période | Provenance/Destination | Division               |
| Arrivées         |             |           |         |         |                        |                        |
| Denis Suárez     | Espagne     | Milieu    | 3,2 M€  | été     | Villarreal CF          | La Liga                |
| Samuel Umtiti    | France      | Défenseur | 25 M€   | été     | Olympique Lyonnais     | Ligue 1                |
| Lucas Digne      | France      | Défenseur | 16,5 M€ | été     | Paris Saint-Germain    | Ligue 1                |
| André Gomes      | Portugal    | Milieu    | 35 M€   | été     | Valence CF             | La Liga                |
| Jasper Cillessen | Pays-Bas    | Gardien   | 13 M€   | été     | Ajax Amsterdam         | Eredivisie             |
| Paco Alcácer     | Espagne     | Attaquant | 30 M€   | été     | Valence CF             | La Liga                |
| Départs          |             |           |         |         |                        |                        |
| Daniel Alves     | Brésil      | Défenseur | Libre   | été     | Juventus FC            | Serie A                |
| Marc Bartra      | Espagne     | Défenseur | 8 M€    | été     | Borussia Dortmund      | 1. Bundesliga          |
| Sandro Ramírez   | Espagne     | Attaquant | Libre   | été     | Málaga CF              | La Liga                |
| Alen Halilović   | Croatie     | Milieu    | 5 M€    | été     | Hamboug SV             | 1. Bundesliga          |
| Alexandre Song   | Cameroun    | Milieu    | Libre   | été     | Rubin Kazan            | Championnat de Russie  |
| Adriano Correia  | Brésil      | Défenseur | 800 k€  | été     | Beşiktaş JK            | Championnat de Turquie |
| Martín Montoya   | Espagne     | Défenseur | Libre   | été     | Valence CF             | La Liga                |
| Thomas Vermaelen | Belgique    | Défenseur | Prêt    | été     | AS Rome                | Serie A                |
| Cristian Tello   | Espagne     | Attaquant | Prêt    | été     | ACF Fiorentina         | Serie A                |
| Claudio Bravo    | Chili       | Gardien   | 18 M€   | été     | Manchester City        | Premier League         |
| Douglas Pereira  | Brésil      | Défenseur | Prêt    | été     | Sporting Gijón         | La Liga                |
| Sergi Samper     | Espagne     | Milieu    | Prêt    | été     | Grenade CF             | La Liga                |
| Munir El Haddadi | Espagne     | Attaquant | Prêt    | été     | Valence CF             | La Liga                |

## Effectif 2016-2017
Ce tableau liste l'effectif professionnel du FC Barcelone actuel pour la saison 2016-2017.

## Compétitions

### Trophée Joan Gamper
| Date       | Adversaire | Lieu                | Score | Buteurs                    |
| ---------- | ---------- | ------------------- | ----- | -------------------------- |
| 10/08/2016 | Sampdoria  | Camp Nou, Barcelone | 3-2   | Suárez 16e, Messi 21e, 34e |

### Supercoupe d'Espagne
| Date       | J.     | Adversaire | Lieu                           | Score | Buteurs                |
| ---------- | ------ | ---------- | ------------------------------ | ----- | ---------------------- |
| 14/08/2016 | Aller  | Séville FC | Stade Sanchez Pizjuan, Séville | 0-2   | Suárez 54e, Munir 81e  |
| 17/08/2016 | Retour | Séville FC | Camp Nou, Barcelone            | 3-0   | Arda 9e 46e, Messi 55e |

| Supercoupe d'Espagne Vainqueur 2016 |
| ----------------------------------- |
| FC Barcelone 12e Titre              |

### Championnat

#### Calendrier
Le championnat commence le 20 août 2016 et s'achève le 21 mai 2017.
| Date       | J.  | Adversaire           | Lieu                                          | Score | Buteurs                                                                           |
| ---------- | --- | -------------------- | --------------------------------------------- | ----- | --------------------------------------------------------------------------------- |
| 20/08/2016 | 1re | Betis Séville        | Camp Nou, Barcelone                           | 6-2   | Arda 5e, Messi 38e 58e, Suárez 42e 56e 82e                                        |
| 28/08/2016 | 2e  | Athletic Bilbao      | San Mamés, Bilbao                             | 0-1   | I.Rakitic 21e                                                                     |
| 10/09/2016 | 3e  | Deportivo Alavés     | Camp Nou, Barcelone                           | 1-2   | Mathieu 46e                                                                       |
| 17/09/2016 | 4e  | CD Leganés           | Estadio de Butarque, Leganés                  | 1-5   | Messi 15e 55e (pen.), Suárez 31e, Neymar 44e, Rafinha 64e                         |
| 21/09/2016 | 5e  | Atlético Madrid      | Camp Nou, Barcelone                           | 1-1   | I.Rakitic 41e                                                                     |
| 24/09/2016 | 6e  | Sporting de Gijón    | Stade El Molinón, Gijón                       | 0-5   | Suárez 29e, Rafinha 32e, Neymar 81e 88e, Arda 85e                                 |
| 02/10/2016 | 7e  | Celta Vigo           | Stade de Balaídos, Vigo                       | 4-3   | Piqué 58e 87e, Neymar 64e (pen.)                                                  |
| 15/10/2016 | 8e  | Deportivo La Corogne | Camp Nou, Barcelone                           | 4-0   | Rafinha 21e 36e, Suárez 43e, Messi 58e                                            |
| 22/10/2016 | 9e  | Valence CF           | Stade de Mestalla, Valence                    | 2-3   | Messi 22e 90+4e (pen.), Suárez 62e                                                |
| 29/10/2016 | 10e | Grenade CF           | Camp Nou, Barcelone                           | 1-0   | Rafinha 49e                                                                       |
| 06/11/2016 | 11e | Séville FC           | Stade Sanchez Pizjuan, Séville                | 1-2   | Messi 43e, Suárez 61e                                                             |
| 19/11/2016 | 12e | Málaga CF            | Camp Nou, Barcelone                           | 0-0   |                                                                                   |
| 27/11/2016 | 13e | Real Sociedad        | Stade d'Anoeta, Saint-Sébastien               | 1-1   | Messi 59e                                                                         |
| 03/12/2016 | 14e | Real Madrid          | Camp Nou, Barcelone                           | 1-1   | Suárez 53e                                                                        |
| 10/12/2016 | 15e | Osasuna              | Stade El Sadar, Pampelune                     | 0-3   | Suárez 59e, Messi 72e 90+2e                                                       |
| 18/12/2016 | 16e | RCD Espanyol         | Camp Nou, Barcelone                           | 4-1   | Suárez 18e 67e, Alba 68e, Messi 90e                                               |
| 08/01/2017 | 17e | Villarreal CF        | Estadio de la Cerámica, Vila-real             | 1-1   | Messi 90e                                                                         |
| 14/01/2017 | 18e | UD Las Palmas        | Camp Nou, Barcelone                           | 5-0   | Suárez 14e 57e, Messi 52e, Arda 59e, Aleix Vidal 80e                              |
| 22/01/2017 | 19e | SD Eibar             | Stade d'Ipurua, Eibar                         | 0-4   | Denis Suarez 32e, Messi 50e, Suárez 68e, Neymar 90+1e                             |
| 29/01/2017 | 20e | Betis Séville        | Stade Benito-Villamarín, Séville              | 1-1   | Suárez 90e                                                                        |
| 04/02/2017 | 21e | Athletic Bilbao      | Camp Nou, Barcelone                           | 3-0   | Paco Alcácer 18e, Messi 40e, Aleix Vidal 67e,                                     |
| 11/02/2017 | 22e | Deportivo Alavés     | Estadio de Mendizorroza, Vitoria-Gasteiz      | 0-6   | Suárez 37e 67e, Neymar 40e, Messi 59e, Alexis 63e (csc), I.Rakitic 65e            |
| 19/02/2017 | 23e | CD Leganés           | Camp Nou, Barcelone                           | 2-1   | Messi 4e 90e (pen.)                                                               |
| 26/02/2017 | 24e | Atlético Madrid      | Stade Vicente Calderón, Madrid                | 1-2   | Rafinha 65e, Messi 86e                                                            |
| 01/03/2017 | 25e | Sporting de Gijón    | Camp Nou, Barcelone                           | 6-1   | Messi 9e, Juan 11e (csc), Suárez 27e, Paco Alcácer 49e, Neymar 65e, I.Rakitic 87e |
| 04/03/2017 | 26e | Celta Vigo           | Camp Nou, Barcelone                           | 5-0   | Messi 24e 64e, Neymar 40e, I.Rakitic 57e, Umtiti 61e                              |
| 12/03/2017 | 27e | Deportivo La Corogne | Stade de Riazor, La Corogne                   | 2-1   | Suárez 46e                                                                        |
| 19/03/2017 | 28e | Valence CF           | Camp Nou, Barcelone                           | 4-2   | Suárez 35e, Messi 45e (pen.) 53e, André Gomes 89e                                 |
| 02/04/2017 | 29e | Grenade CF           | Nuevo Los Cármenes, Grenade                   | 1-4   | Suárez 44e, Paco Alcácer 63e, I.Rakitic 83e, Neymar 90+1e                         |
| 05/04/2017 | 30e | Séville FC           | Camp Nou, Barcelone                           | 3-0   | Suárez 25e, Messi 28e 33e                                                         |
| 08/04/2017 | 31e | Málaga CF            | Stade La Rosaleda, Málaga                     | 2-0   |                                                                                   |
| 15/04/2017 | 32e | Real Sociedad        | Camp Nou, Barcelone                           | 3-2   | Messi 17e 37e, Paco Alcácer 44e                                                   |
| 23/04/2017 | 33e | Real Madrid          | Stade Santiago Bernabéu, Madrid               | 2-3   | Messi 33e 90+2e, I.Rakitic 73e                                                    |
| 26/04/2017 | 34e | Osasuna              | Camp Nou, Barcelone                           | 7-1   | Messi 12e 61e, André Gomes 30e 57e, Paco Alcácer 64e 86e, Mascherano 67e (pen.)   |
| 30/04/2017 | 35e | RCD Espanyol         | Stade Cornellà-El Prat, Cornellà de Llobregat | 0-3   | Suárez 50e 86e, I.Rakitic 77e                                                     |
| 06/05/2017 | 36e | Villarreal CF        | Camp Nou, Barcelone                           | 4-1   | Neymar 21e, Messi 45e 82e (pen.), Suárez 69e                                      |
| 14/05/2017 | 37e | UD Las Palmas        | Estadio Gran Canaria, Las Palmas              | 1-4   | Neymar 25e 67e 71e, Suárez 27e                                                    |
| 21/05/2017 | 38e | SD Eibar             | Camp Nou, Barcelone                           | 4-2   | David Juncà 63e (csc), Suárez 73e, Messi 75e (pen.) 90+2e                         |

#### Classement et statistiques

##### Classement actuel
Le classement est établi sur le barème de points classique (victoire à 3 points, match nul à 1, défaite à 0).
Pour départager les égalités, on tient d'abord compte des points en confrontations directes, puis de la différence de buts en confrontations directes, puis de la différence de buts générale, puis du nombre de buts marqués et enfin du nombre de point de Fair-Play.
| Rang | Équipe               | Pts | J  | G  | N  | P  | Bp  | Bc | Diff |
| ---- | -------------------- | --- | -- | -- | -- | -- | --- | -- | ---- |
| 1    | Real Madrid SU MC    | 93  | 38 | 29 | 6  | 3  | 106 | 41 | +65  |
| 2    | FC Barcelone T S     | 90  | 38 | 28 | 6  | 4  | 116 | 37 | +79  |
| 3    | Atlético Madrid      | 78  | 38 | 23 | 9  | 6  | 70  | 27 | +43  |
| 4    | Séville FC           | 72  | 38 | 21 | 9  | 8  | 69  | 49 | +20  |
| 5    | Villarreal CF        | 67  | 38 | 19 | 10 | 9  | 56  | 33 | +23  |
| 6    | Real Sociedad        | 64  | 38 | 19 | 7  | 12 | 59  | 53 | +6   |
| 7    | Athletic Bilbao      | 63  | 38 | 19 | 6  | 13 | 53  | 43 | +10  |
| 8    | Espanyol Barcelone   | 56  | 38 | 15 | 11 | 12 | 49  | 50 | -1   |
| 9    | Deportivo Alavés P   | 55  | 38 | 14 | 13 | 11 | 41  | 43 | -2   |
| 10   | SD Eibar             | 54  | 38 | 15 | 9  | 14 | 56  | 51 | +5   |
| 11   | Valence CF           | 46  | 38 | 13 | 7  | 18 | 56  | 65 | -9   |
| 12   | Málaga CF            | 46  | 38 | 12 | 10 | 16 | 49  | 55 | -6   |
| 13   | Celta Vigo           | 45  | 38 | 13 | 6  | 19 | 53  | 69 | -16  |
| 14   | Las Palmas           | 39  | 38 | 10 | 9  | 19 | 53  | 74 | -21  |
| 15   | Betis Séville        | 39  | 38 | 10 | 9  | 19 | 42  | 63 | -21  |
| 16   | Deportivo La Corogne | 36  | 38 | 8  | 12 | 18 | 43  | 61 | -18  |
| 17   | CD Leganés P         | 35  | 38 | 8  | 11 | 19 | 36  | 55 | -19  |
| 18   | Sporting Gijón       | 31  | 38 | 7  | 10 | 21 | 42  | 72 | -30  |
| 19   | CA Osasuna P         | 22  | 38 | 4  | 10 | 24 | 40  | 94 | -54  |
| 20   | Grenade CF           | 20  | 38 | 4  | 8  | 26 | 30  | 82 | -52  |

Qualifications européennes
Ligue des champions 2017-2018
- 1er 2e et 3e : phase de groupes
- 4e : tour de barrages pour non-champions

Ligue Europa 2017-2018
- 5e : phase de groupes
- 6e : tour de barrages

Relégation
- 18e, 19e et 20e : relégation en LaLiga 2

Abréviations
- T : Tenant du titre
- C : Vainqueur de la Coupe du Roi 2016-2017
- S : Vainqueur de la Supercoupe d'Espagne 2016
- SU : Vainqueur de la Supercoupe de l'UEFA 2016
- MC : Vainqueur du Mondial des clubs 2016
- C1 : Vainqueur de la Ligue des champions 2015-2016
- P : Promus de Liga Adelante 2015-2016

##### Évolution du classement
| Journée | 1 | 2 | 3 | 4 | 5 | 6 | 7 | 8 | 9 | 10 | 11 | 12 | 13 | 14 | 15 | 16 | 17 | 18 | 19 | 20 | 21 | 22 | 23 | 24 | 25 | 26 | 27 | 28 | 29 | 30 | 31 | 32 | 33 | 34 | 35 | 36 | 37 | 38 | Journées en tête | Journées relégable |
| ------- | - | - | - | - | - | - | - | - | - | -- | -- | -- | -- | -- | -- | -- | -- | -- | -- | -- | -- | -- | -- | -- | -- | -- | -- | -- | -- | -- | -- | -- | -- | -- | -- | -- | -- | -- | ---------------- | ------------------ |
| Rang    | 1 | 2 | 5 | 2 | 3 | 2 | 4 | 4 | 3 | 2  | 2  | 2  | 2  | 2  | 2  | 2  | 3  | 3  | 3  | 2  | 2  | 2  | 2  | 2  | 1  | 1  | 2  | 2  | 2  | 2  | 2  | 2  | 1  | 1  | 1  | 1  | 2  | 2  | 7                | 0                  |

### Coupe du Roi
| Date       | Tour       | Adversaire        | Lieu                            | Score | Buteurs                                                                        |
| ---------- | ---------- | ----------------- | ------------------------------- | ----- | ------------------------------------------------------------------------------ |
| 30/11/2016 | 16e aller  | Hércules Alicante | Stade José Rico Pérez, Alicante | 1-1   | Aleñá 58e                                                                      |
| 21/12/2016 | 16e retour | Hércules Alicante | Camp Nou, Barcelone             | 7-0   | Digne 37e, Rakitić 45e (pen.), Rafinha 50e, Arda 55e 86e 89e, Paco Alcácer 73e |
| 05/01/2017 | 8e aller   | Athletic Bilbao   | Stade de San Mamés, Bilbao      | 2-1   | Messi 52e                                                                      |
| 11/01/2017 | 8e retour  | Athletic Bilbao   | Camp Nou, Barcelone             | 3-1   | Suárez 35e, Neymar 48e (pen.), Messi 78e                                       |
| 19/01/2017 | 1/4 aller  | Real Sociedad     | Stade d'Anoeta, Saint-Sébastien | 0-1   | Neymar 21e (pen.)                                                              |
| 26/01/2017 | 1/4 retour | Real Sociedad     | Camp Nou, Barcelone             | 5-2   | Denis Suarez 17e 82e, Messi 55e (pen.), Suárez 63e, Arda 80e                   |
| 01/02/2017 | 1/2 aller  | Atlético Madrid   | Stade Vicente Calderón, Madrid  | 1-2   | Suárez 7e, Messi 33e                                                           |
| 07/02/2017 | 1/2 retour | Atlético Madrid   | Camp Nou, Barcelone             | 1-1   | Suárez 43e                                                                     |
| 27/05/2017 | Finale     | Deportivo Alavés  | Stade Vicente Calderón, Madrid  | 3-1   | Messi 30e, Neymar 45e, Paco Alcácer 45+3e                                      |

| Copa del Rey Vainqueur 2016-2017 |
| -------------------------------- |
| FC Barcelone 29e Titre           |

### Ligue des champions

#### Phase de poules
Le tirage au sort de la phase de poules a lieu le 25 août 2016.
| Date       | J.      | Adversaire               | Lieu                                      | Score | Buteurs                                                      |
| ---------- | ------- | ------------------------ | ----------------------------------------- | ----- | ------------------------------------------------------------ |
| 13/09/2016 | Match 1 | Celtic FC                | Camp Nou, Barcelone                       | 7-0   | Messi 3e 27e 60e, Neymar 57e, A. Iniesta 59e, Suárez 75e 88e |
| 28/09/2016 | Match 2 | Borussia Mönchengladbach | Stadion im Borussia-Park, Mönchengladbach | 1-2   | Arda 65e, Piqué 74e                                          |
| 19/10/2016 | Match 3 | Manchester City          | Camp Nou, Barcelone                       | 4-0   | Messi 17e 61e 69e, Neymar 89e                                |
| 01/11/2016 | Match 4 | Manchester City          | Etihad Stadium, Manchester                | 3-1   | Messi 21e                                                    |
| 23/11/2016 | Match 5 | Celtic FC                | Celtic Park, Glasgow                      | 0-2   | Messi 24e 55e (pen.)                                         |
| 06/12/2016 | Match 6 | Borussia Mönchengladbach | Camp Nou, Barcelone                       | 4-0   | Messi 16e, Arda 50e 53e 67e                                  |

| Rang | Équipe                   | Pts | J | G | N | P | Bp | Bc | Diff |
| ---- | ------------------------ | --- | - | - | - | - | -- | -- | ---- |
| 1    | FC Barcelone             | 15  | 6 | 5 | 0 | 1 | 20 | 4  | +16  |
| 2    | Manchester City          | 9   | 6 | 2 | 3 | 1 | 12 | 10 | +2   |
| 3    | Borussia Mönchengladbach | 5   | 6 | 1 | 2 | 3 | 5  | 12 | -7   |
| 4    | Celtic FC                | 3   | 6 | 0 | 3 | 3 | 4  | 16 | -12  |

#### Phase finale

##### 1/8 de finale
| Date       | Tour      | Adversaire          | Lieu                    | Score | Buteurs                                                                                      |
| ---------- | --------- | ------------------- | ----------------------- | ----- | -------------------------------------------------------------------------------------------- |
| 14/02/2017 | 8e aller  | Paris Saint-Germain | Parc des Princes, Paris | 4-0   |                                                                                              |
| 08/03/2017 | 8e retour | Paris Saint-Germain | Camp Nou, Barcelone     | 6-1   | Suárez 3e, Kurzawa 40e (csc), Messi 50e (pen.), Neymar 88e 90+1e (pen.), Sergi Roberto 90+5e |

##### 1/4 de finale
| Date       | Tour       | Adversaire     | Lieu                    | Score | Buteurs |
| ---------- | ---------- | -------------- | ----------------------- | ----- | ------- |
| 11/04/2017 | 1/4 aller  | Juventus Turin | Juventus Stadium, Turin | 3-0   |         |
| 19/04/2017 | 1/4 retour | Juventus Turin | Camp Nou, Barcelone     | 0-0   |         |

### Statistiques des buteurs
mis à jour le 28 mai 2017
| Place   | Nom                           | Liga | Coupe du Roi | Ligue des Champions | Supercoupe d'Espagne | TOTAL des buts |
| 1       | Messi                         | 37   | 5            | 11                  | 1                    | 54             |
| 2       | Luis Suárez                   | 28   | 4            | 3                   | 1                    | 36             |
| 3       | Neymar                        | 13   | 3            | 4                   |                      | 20             |
| 4       | Arda                          | 3    | 4            | 4                   | 2                    | 13             |
| 5       | I. Rakitic                    | 8    | 1            |                     |                      | 9              |
| 6       | Paco Alcácer                  | 6    | 2            |                     |                      | 8              |
| 7       | Rafinha                       | 6    | 1            |                     |                      | 7              |
| 8       | Piqué                         | 2    |              | 1                   |                      | 3              |
| 8       | Denis Suarez                  | 1    | 2            |                     |                      | 3              |
| 8       | André Gomes                   | 3    |              |                     |                      | 3              |
| 9       | Aleix Vidal                   | 2    |              |                     |                      | 2              |
| 10      | Munir                         |      |              |                     | 1                    | 1              |
| 10      | A. Iniesta                    |      |              | 1                   |                      | 1              |
| 10      | Mathieu                       | 1    |              |                     |                      | 1              |
| 10      | Alba                          | 1    |              |                     |                      | 1              |
| 10      | Carles Aleñá                  |      | 1            |                     |                      | 1              |
| 10      | Umtiti                        | 1    |              |                     |                      | 1              |
| 10      | Digne                         |      | 1            |                     |                      | 1              |
| 10      | Mascherano                    | 1    |              |                     |                      | 1              |
| 10      | Sergi Roberto                 |      |              | 1                   |                      | 1              |
| csc     | Alexis (Deportivo Alaves)     | 1    |              |                     |                      | 1              |
| csc     | Juan (Sporting Gijon)         | 1    |              |                     |                      | 1              |
| csc     | Kurzawa (Paris Saint-Germain) |      |              | 1                   |                      | 1              |
| csc     | David Juncà (SD Eibar)        | 1    |              |                     |                      | 1              |
| Détails | 23 buteurs différents         | 116  | 24           | 26                  | 5                    | 171            |

### Statistiques des passeurs
mis à jour le 28 mai 2017
| Place   | Nom                   | Liga | Coupe du Roi | Ligue des champions | Supercoupe d'Espagne | TOTAL des passes |
| 1       | Neymar                | 11   | 2            | 8                   |                      | 21               |
| 2       | Messi                 | 10   | 3            | 2                   | 2                    | 17               |
| 2       | Luis Suárez           | 13   | 1            | 3                   |                      | 17               |
| 3       | S. Roberto            | 7    |              |                     |                      | 7                |
| 4       | Arda                  | 3    | 1            | 1                   | 1                    | 6                |
| 4       | A. Iniesta            | 3    |              | 3                   |                      | 6                |
| 4       | Alba                  | 6    |              |                     |                      | 6                |
| 4       | I. Rakitic            | 5    | 1            |                     |                      | 6                |
| 5       | Aleix Vidal           | 1    | 2            | 1                   |                      | 4                |
| 5       | Rafinha               | 2    | 2            |                     |                      | 4                |
| 5       | Mascherano            | 3    | 1            |                     |                      | 4                |
| 6       | Denis Suarez          | 2    |              | 1                   |                      | 3                |
| 7       | Sergio Busquets       | 1    |              | 1                   |                      | 2                |
| 7       | André Gomes           | 1    | 1            |                     |                      | 2                |
| 8       | Digne                 |      |              |                     | 1                    | 1                |
| Détails | 15 passeurs blaugrana | 68   | 14           | 20                  | 4                    | 106              |

### Statistiques de l'équipe
Mis à jour le 28 mai 2017 
|                              | La Liga | Ligue des champions | Coupe du Roi | Supercoupe d'Espagne | Total |
| ---------------------------- | ------- | ------------------- | ------------ | -------------------- | ----- |
| Matchs joués                 | 38      | 10                  | 9            | 2                    | 59    |
| Matchs gagnés                | 28      | 6                   | 6            | 2                    | 42    |
| Matchs nuls                  | 6       | 1                   | 2            |                      | 9     |
| Matchs perdus                | 4       | 3                   | 1            |                      | 8     |
| Buts marqués                 | 116     | 26                  | 24           | 5                    | 171   |
| Buts encaissés               | 37      | 12                  | 9            |                      | 58    |
| Matchs sans encaisser de but | 13      | 4                   | 2            | 2                    | 21    |
| Buts sur penalty             | 7       | 2                   | 3            |                      | 11    |
| Cartons jaunes               | 67      | 17                  | 9            | 3                    | 94    |
| Cartons rouges               |         | 1                   | 2            |                      | 3     |

- Seuls sont pris en compte les matchs en compétitions officielles.

### Statistiques individuelles
Mis à jour le 14 mai 2017
| Numéro | Nat. | Nom          | Championnat | Championnat | Championnat | Championnat  | Coupe du Roi | Coupe du Roi | Coupe du Roi | Coupe du Roi | Ligue des champions | Ligue des champions | Ligue des champions | Ligue des champions | Supercoupe d'Espagne | Supercoupe d'Espagne | Supercoupe d'Espagne | Supercoupe d'Espagne | Total | Total       | Total  | Total        |
| Numéro | Nat. | Nom          | M.j.        | But inscrit | Averti      | Carton rouge | M.j.         | But inscrit  | Averti       | Carton rouge | M.j.                | But inscrit         | Averti              | Carton rouge        | M.j.                 | But inscrit          | Averti               | Carton rouge         | M.j.  | But inscrit | Averti | Carton rouge |
| ------ | ---- | ------------ | ----------- | ----------- | ----------- | ------------ | ------------ | ------------ | ------------ | ------------ | ------------------- | ------------------- | ------------------- | ------------------- | -------------------- | -------------------- | -------------------- | -------------------- | ----- | ----------- | ------ | ------------ |
| 1      |      | Ter Stegen   | 33          | 0           | 1           | 0            | 1            | 0            | 0            | 0            | 7                   | 0                   | 1                   | 0                   | 0                    | 0                    | 0                    | 0                    | 41    | 0           | 2      | 0            |
| 3      |      | Piqué        | 25          | 2           | 6           | 0            | 6            | 0            | 0            | 0            | 6                   | 1                   | 2                   | 0                   | 1                    | 0                    | 0                    | 0                    | 38    | 3           | 8      | 0            |
| 4      |      | Rakitić      | 30          | 8           | 4           | 0            | 7            | 1            | 1            | 0            | 7                   | 0                   | 3                   | 0                   | 2                    | 0                    | 0                    | 0                    | 46    | 9           | 9      | 0            |
| 5      |      | Sergio       | 30          | 0           | 9           | 0            | 4            | 0            | 2            | 0            | 7                   | 0                   | 3                   | 0                   | 2                    | 0                    | 1                    | 0                    | 43    | 0           | 15     | 0            |
| 6      |      | Denis Suarez | 25          | 1           | 1           | 0            | 7            | 2            | 0            | 0            | 1                   | 0                   | 0                   | 0                   | 2                    | 0                    | 0                    | 0                    | 35    | 3           | 1      | 0            |
| 7      |      | Arda         | 18          | 3           | 1           | 0            | 5            | 4            | 0            | 0            | 5                   | 4                   | 0                   | 0                   | 2                    | 2                    | 0                    | 0                    | 30    | 13          | 1      | 0            |
| 8      |      | Iniesta      | 20          | 0           | 1           | 0            | 4            | 0            | 1            | 0            | 6                   | 1                   | 0                   | 0                   | 1                    | 0                    | 0                    | 0                    | 31    | 1           | 2      | 0            |
| 9      |      | Suárez       | 32          | 27          | 8           | 0            | 6            | 4            | 1            | 0            | 7                   | 3                   | 1                   | 0                   | 1                    | 1                    | 1                    | 0                    | 46    | 35          | 11     | 0            |
| 10     |      | Messi        | 31          | 35          | 6           | 0            | 6            | 4            | 2            | 0            | 7                   | 11                  | 0                   | 0                   | 2                    | 1                    | 0                    | 0                    | 47    | 51          | 8      | 0            |
| 11     |      | Neymar       | 27          | 13          | 6           | 0            | 5            | 2            | 3            | 0            | 7                   | 4                   | 4                   | 0                   | 0                    | 0                    | 0                    | 0                    | 39    | 19          | 13     | 0            |
| 12     |      | Rafinha      | 17          | 6           | 1           | 0            | 4            | 1            | 0            | 0            | 6                   | 0                   | 1                   | 0                   | 0                    | 0                    | 0                    | 0                    | 27    | 7           | 2      | 0            |
| 13     |      | Bravo        | 1           | 0           | 0           | 0            | 0            | 0            | 0            | 0            | 0                   | 0                   | 0                   | 0                   | 2                    | 0                    | 0                    | 0                    | 3     | 0           | 0      | 0            |
| 13     |      | Cillessen    | 1           | 0           | 0           | 0            | 7            | 0            | 0            | 0            | 7                   | 0                   | 0                   | 0                   | 0                    | 0                    | 0                    | 0                    | 15    | 0           | 1      | 0            |
| 14     |      | Mascherano   | 23          | 1           | 5           | 0            | 4            | 0            | 1            | 0            | 6                   | 0                   | 1                   | 0                   | 2                    | 0                    | 0                    | 0                    | 36    | 1           | 7      | 0            |
| 16     |      | Samper       | 0           | 0           | 0           | 0            | 0            | 0            | 0            | 0            | 0                   | 0                   | 0                   | 0                   | 1                    | 0                    | 0                    | 0                    | 1     | 0           | 0      | 0            |
| 17     |      | Munir        | 1           | 0           | 0           | 0            | 0            | 0            | 0            | 0            | 0                   | 0                   | 0                   | 0                   | 2                    | 1                    | 0                    | 0                    | 3     | 1           | 0      | 0            |
| 17     |      | Paco Alcácer | 18          | 6           | 1           | 0            | 3            | 1            | 0            | 0            | 2                   | 0                   | 0                   | 0                   | 0                    | 0                    | 0                    | 0                    | 23    | 7           | 1      | 0            |
| 18     |      | Jordi Alba   | 23          | 1           | 2           | 0            | 5            | 0            | 2            | 0            | 5                   | 0                   | 1                   | 0                   | 1                    | 0                    | 0                    | 0                    | 34    | 1           | 5      | 0            |
| 19     |      | Digne        | 17          | 0           | 3           | 0            | 3            | 1            | 0            | 0            | 4                   | 0                   | 0                   | 0                   | 2                    | 0                    | 0                    | 0                    | 26    | 1           | 3      | 0            |
| 20     |      | S. Roberto   | 29          | 0           | 4           | 0            | 6            | 0            | 0            | 0            | 6                   | 1                   | 1                   | 0                   | 1                    | 0                    | 0                    | 0                    | 42    | 1           | 5      | 1            |
| 21     |      | A. Gomes     | 27          | 3           | 3           | 0            | 7            | 0            | 0            | 0            | 7                   | 0                   | 1                   | 0                   | 1                    | 0                    | 0                    | 0                    | 42    | 3           | 4      | 0            |
| 22     |      | A. Vidal     | 6           | 2           | 0           | 0            | 3            | 0            | 1            | 0            | 1                   | 0                   | 0                   | 0                   | 1                    | 0                    | 0                    | 0                    | 11    | 2           | 1      | 0            |
| 23     |      | Umtiti       | 23          | 1           | 3           | 0            | 8            | 0            | 2            | 0            | 6                   | 0                   | 0                   | 0                   | 1                    | 0                    | 1                    | 0                    | 38    | 1           | 6      | 0            |
| 24     |      | Mathieu      | 11          | 1           | 0           | 0            | 0            | 0            | 0            | 0            | 1                   | 0                   | 0                   | 1                   | 1                    | 0                    | 0                    | 0                    | 13    | 1           | 0      | 1            |
| 25     |      | Masip        | 0           | 0           | 0           | 0            | 0            | 0            | 0            | 0            | 0                   | 0                   | 0                   | 0                   | 0                    | 0                    | 0                    | 0                    | 0     | 0           | 0      | 0            |
| 28     |      | Carles Aleñá | 2           | 0           | 1           | 0            | 1            | 1            | 0            | 0            | 0                   | 0                   | 0                   | 0                   | 0                    | 0                    | 0                    | 0                    | 3     | 1           | 1      | 0            |
| 30     |      | Carbonell    | 0           | 0           | 0           | 0            | 1            | 0            | 0            | 0            | 0                   | 0                   | 0                   | 0                   | 0                    | 0                    | 0                    | 0                    | 1     | 0           | 0      | 0            |
| 31     |      | Nili         | 0           | 0           | 0           | 0            | 1            | 0            | 0            | 0            | 0                   | 0                   | 0                   | 0                   | 0                    | 0                    | 0                    | 0                    | 1     | 0           | 0      | 0            |
| 33     |      | Marlon       | 1           | 0           | 0           | 0            | 0            | 0            | 0            | 0            | 1                   | 0                   | 0                   | 0                   | 0                    | 0                    | 0                    | 0                    | 2     | 0           | 0      | 0            |
| 35     |      | Borja López  | 0           | 0           | 0           | 0            | 1            | 0            | 0            | 0            | 0                   | 0                   | 0                   | 0                   | 0                    | 0                    | 0                    | 0                    | 1     | 0           | 0      | 0            |
| 39     |      | Cardona      | 0           | 0           | 0           | 0            | 1            | 0            | 0            | 0            | 1                   | 0                   | 0                   | 0                   | 0                    | 0                    | 0                    | 0                    | 2     | 0           | 0      | 0            |

## Récompenses et distinctions
Lionel Messi remporte pour la quatrième fois le trophée Pichichi de meilleur buteur du championnat d'Espagne (37 buts) ainsi que le Soulier d'or européen. Il gagne aussi pour la cinquième fois le Trophée Di Stéfano de meilleur joueur de la Liga.
La remontée du Barça face au PSG en match retour des huitièmes de finale de la Ligue des Champions (6-1) permet au club d'opter aux Prix Laureus dans la catégorie Meilleur Moment Sportif de l'Année.